# 赫爾默內什蒂鄉
47°16′N 26°48′E / 47.267°N 26.800°E
赫爾默內什蒂鄉（羅馬尼亞語：Comuna Hărmănești, Iași），是羅馬尼亞的鄉份，位於該國東北部，由雅西縣負責管轄，面積31平方公里，海拔高度265米，2007年人口2,370，人口密度每平方公里77人。